# Ганкофен
Ганкофен (њем. Gangkofen) град је у њемачкој савезној држави Баварска. Једно је од 31 општинског средишта округа Ротал-Ин. Према процјени из 2010. у граду је живјело 6.503 становника. Посједује регионалну шифру (AGS) 9277121.

## Географски и демографски подаци
Ганкофен се налази у савезној држави Баварска у округу Ротал-Ин. Град се налази на надморској висини од 439 метара. Површина општине износи 108,8 km². У самом граду је, према процјени из 2010. године, живјело 6.503 становника. Просјечна густина становништва износи 60 становника/km².